# Сухој
Сухој (рус. Сухой) је велики руски произвођач авиона. Компанија је најпознатија по својим војним авионима, али се однедавно полако оријентише и ка цивилном, комерцијалном тржишту.

## Историјат
Дана 29. јула 1939. Павел O. Сухој је именован за главног пројектанта Фабрике авиона Nо135 у Харкову, са задатком да успостави масовну производњу ББ-1/Су-2 бомбардера. Истовремено, пројектни биро Сухој добио је званичне судске регистрације и од 1940. године се лоцира на аеродрому у Подмосковљу. У ратном периоду биро се премешта из Москве до краја рата, када се поново враћа у Москву. У периоду од 1940. до 1949. године у бироу се ради на пројектима неколико авиона: Су-6 и Су-8 оклопних јуришних авиона, и два прототипа ловаца Су-1 и Су-3 за борбу при високим брзинама и великим висинама. Ловац Су-7 је био опремљен ракетним акцелератором који је могао да се укључује и искључује у току лета. Први авион на млазни погон у овом бироу (уједно и први у Совјетском Савезу) је пројектован 1946, имао је ознаку Су-9, полетео са два РД-10 млазна мотора, а касније и његове модификације Су-11, са моторима ТР-Лиулка 1 - први руски млазни мотор.
До 1948. године била су завршена два авиона Су-15 и Су-17, били су то, у то време најсавременији авиони који су могли да достигну брзину звука (Мах 1). Авион Су-17 је био први совјетски суперсонични авион. Оба ова авиона су као први у свету били опремљени седиштима за катапултирање пилота у случају нужне потребе.
Без обзира на ове успехе, Влада је 1948-49. донела одлуку да смањи средства за развој војног ваздухопловства, па је сходно томе пројектантски биро Сухој затворен у новембру 1949.
Међутим, после смрти Стаљина, 14. маја 1953, обновљен је пројектни биро Сухоја као ОКБ-1 (експериментални конструкторски биро-1). Новембра 1953. биро добија своју производну основу, да би у фебруару 1954, био преименован у ОКБ-51. У септембру 1953. су пријављена два пројекта нових авиона са стреластим (косим) крилима и делта (троугластим) крилима са суперсоничним брзинама од 1800 km/h. У пролеће 1956. авион Су-7 са АЛ-7Ф мотором којим је пилотирао В. Н. Махалин постигнута је брзина од 2070 km/h преко 2 Маха.
Експериментални авиони Т-431 и Т-405 (Су-9) поставили су неколико светских рекорда, а Су-9 је постао ловац-пресретач Су-11. После затварања пројекта „3 Маха“ Т-37 (Т-3М), са мотором на млазни погон П-15Б, нови ловац-пресретач Т-58 (Су-15), је стваран под маском модернизације авиона Су-11.
Експериментални бомбардер Т-4 пројектован за брзину преко 3 Маха, грађен је од титанијума и нерђајућег челика високе чврстоће, такође се по први пут у Совјетском Савезу на овом авиону примењује даљински систем управљања заснован на електромеханици и електроници. Верзија бомбардера Т-4 са променљивом геометријом крила Т-4М, је 1970. године победила на конкурсу за стратешки бомбардер, а Т-4МС је изашао победник на такмичењу за суперсонични извиђачки авион дугог домета, али је у серијску производњу отишао Тупољев Ту-160.
Серијски авиони као што су ловци-бомбардери Су-7Б и Су-17, тактички бомбардер Су-24 и јуришни бомбардер Су-25 донели су велику славу совјетској ваздухопловној индустрији, ови авиони поред тога што су коришћени у ВВС били су и значајан извозни посао Совјетског Савеза. Као круна ове етапе развоја ОКБ Сухоја је свакако, светски познат ловац Су-27. Његово пројектовање је започето под управом П. О. Сухоја, али су га завршили његови наследници.
После смрти П. О. Сухоја, ОКБ-51 добија и званично име према свом оснивачу и назива се „ОКБ Сухој“. Фирму наставља да води дугогодишњи блиски сарадник П. О. Сухоја, Јевгениј А. Иванов. који је и за живота П. О. Сухоја обављао готово све менаџерске послове. На челу фирме је био од 1975. до 1983. године када га наслеђује Михаил П. Симонов такође дугогодишњи пројектант фирме Сухој. Он води фирму до 1999. године када руковођење преузима Михаил А. Погосјан такође стасао у фирми Сухој
Овај период је био веома тежак за фирму „Сухој“ с обзиром да се распао Совјетски Савез, престало је државно субвенционирање пројеката, а то је најзначајнији део активности авио-индустријског комплекса какав је „Сухој“, у земљи је дошло до транзиције а због општег сиромашења земље изостале су и поруџбине војних авиона, тако да су се морали тражити и алтернативни производи. Но и поред тога АХК „Сухој“ је избацио серију веома добрих војних авиона Су-30; Су-32; Су-33; Су-34; Су-35; Су-37; Су-39; затим акробатске авионе Су-26; Су-29; Су-31; пољопривредни авион Су-38; школско-тренажни авион Су-49; путничке авионе Су-80; Сухој Суперџет 100; и на крају пројект суперсоничног пословног авиона Су-21.
Организационо „Сухој“ је постала холдинг компанија као отворено акционарско друштво које се састоји из више организационих делова тј. фабрика.

## Структура холдинг компаније Сухој
Авијациона холдинг компанија „Сухој“ (рус. Авиационня холдинговая компания Сухой) има следећу структуру:
- ОАО „ОКБ Сухој“
- ЗАО „Цивилни авиони Сухој“
- ОАО КнААПО „Јуриј Гагарин“
- ОАО НАПО „Чкалов“
- ОАО НПК „Иркут“
- ОАО ТАНТК „Бериев“

По одлуци руске владе Авијациона холдинг компанија „Сухој“ је 2006. године интегрисана у нову „Уједињену авио-производну корпорацију“.

## Галерија слика
- Лаки бомбардер Су-2 (1937)
- Авиони Су-7 и Су-17 (1955) и (1966)
- Авион Су-24 са променљивом геометријом крила (1970)
- Ловац Су-27 (1977)
- Ловац пресретач Су-30 (1989)
- Вишенаменски борбени авион Су-35 (1988)
- Експериментални авион Су-47 (1997)
- Акробатски авион Су-26 (1991)
- Путнички авион SUPERJET 100 (2008)
- Суперсонични пословни авион Су-21 (пројект)
- Су-57 авион слабе радарске уочљивости ("невидљиви") (2011)

## Попис Сухојевљевих авиона
У дугогодишњој историји која је трајала више деценија, ОКБ Сухој је створио око 100 типова авиона и њихових модификација, од којих је више од 60 типова серијски произвођено, а укупан број произведених авиона је прешао бројку од 10.000 примерака. Више од 2.000 авиона испоручено је у 30 земаља широм света. Авионима са ознаком Су је постављено више од 50 светских рекорда. Попис авиона који су пројектовани и израђени у ОКБ Сухој приказани су надаље.
| - Су-1/(И-330) (1940) - Су-2/АНТ-51 (1937) - ШБ (1940) - Су-3/(И-360) (1942) - Су-4 (1941) - Су-5 (1944) - Су-6 (1942) - Су-7 (1944) - Су-8/(ДДБШ) (1943) - Су-9 (1946)/("К") - Т-3 (1956) - Су-9/(Т-43) (1956) - Су-10 (1947) - Су-11/("КЛ") - Су-11/(Т-47) (1962) - Су-12 (1947) - Су-13/("КТ") - Су-15 (1949) - Су-15 (1962) - Су-17 (1949) - Су-17 (1966) - Су-20 (1972) - Су-22 (1976) - Т-4 (1972) - Су-24 (1970) - Су-25 (1975) - Су-27 (1977) - Су-30 (1989) - Су-33 (1987) - Су-34 (1990) - Су-35 (1988) - Су-37 (1996) - Су-39 (1984) - Су-47/Су-37 Беркут (1997) - ПАК ФА (2010) - Су-75 (2021) |  | - Су-21 (Сухој-Голфстрим С-21) - Су-26 (1985) - Су-29 (1991) - Су-31 (1992) - Су-38 (2001) - Су-80 (С-80) (2001) - Суперџет 100/(РРЈ) (2008) - Бе-103 авион-амфибија (1997) |